# André Piganiol
Pour les articles homonymes, voir Piganiol.
André Piganiol, né le 17 janvier 1883 au Havre et mort le 23 mai 1968 à Paris, est un archéologue et historien français, spécialiste de l'histoire romaine.

## Biographie

### Années de formation
Le père d'André Piganiol, originaire du Cantal, était directeur des Docks et Entrepôts du Havre. Sa mère, d'origine parisienne, avait été élevée en Angleterre. Élève au lycée du Havre, puis du lycée Louis-le-Grand à Paris, André Piganiol fut élève de l'École normale supérieure, où il suivit les exposés de René Cagnat en épigraphie latine. Il obtint en 1906 l'agrégation d'histoire-géographie. Il fut membre de l'École française de Rome de 1906 à 1909, où il côtoya Jérôme Carcopino. En 1916, il soutint sa thèse de doctorat, Essai sur les origines de Rome. Toutefois, ses premières interprétations, hâtives et trop systématiques, l'amenèrent à attribuer les tombes à fosses découvertes à Rome à des Sabins d'origine nordique pratiquant l'inhumation et les tombes à puits à des Albains méditerranéens adaptes de l'incinération, thèse dualiste qu'il ne reprit pas dans sa Conquête romaine de 1927. Il s’intéressa également au Bas-Empire romain, sa thèse complémentaire de 1916 traita de L'Impôt de capitation sous le Bas Empire.
Il subit l'influence d'Émile Durkheim et fréquenta, Henri Hubert, Lucien Lévy-Bruhl, François Simiand et Marcel Mauss qui devint son ami et fut fortement marqué par les idées diffusées par la revue L'Année sociologique.
Sa rencontre avec les chercheurs italiens Ettore Pais et Gaetano De Sanctis l'amena à s'intéresser aux origines de la fondation de Rome et au peuplement de l'Italie ancienne.

### Carrière universitaire
André Piganiol fut d'abord professeur de lycée à Alençon, Saint-Quentin puis Chambéry. Il fut affecté ensuite à l'université de Lille où il suppléa Pierre Jougnet. En 1919, il était nommé chargé de cours à l'université de Strasbourg puis professeur de 1925 à 1928. Il fonda à Strasbourg l'Institut d’histoire ancienne qui prit la suite de l'Institut für Altertumswissenschaft créé en 1872. En 1935, il fut nommé professeur titulaire à la Sorbonne. Il enseigna également dans les universités de Gand et de Bruxelles et dans les écoles normales supérieures de Sèvres, Saint-Cloud, Fontenay-aux-Roses et Paris. En 1942, il devint titulaire de la chaire d'histoire de la civilisation romaine au Collège de France, et fut également désigné professeur honoraire à la Faculté des lettres de Paris la même année. Il fut élu membre de l'Académie des inscriptions et belles-lettres en 1945. Son épouse est décédée en 1983.

## Apport à l'histoire de la Rome antique
Inspiré par l’œuvre et la méthode de Fustel de Coulanges, André Piganiol fut également fortement influencé par la sociologie et les revues L'Année sociologique et Les Annales auxquelles il collabora. Dans sa thèse de doctorat, Essai sur les origines de Rome, il utilisa la méthode comparative associant anthropologie, ethnographie, archéologie, mythologie, topographie, histoire du droit… Il y établit une comparaison entre les civilisations grecque, hébraïque, thrace, phrygienne et romaine en s'attachant à poser le problème de la formation de la cité par la fusion d'éléments variés donnant naissance à un peuple.
Il s’intéressa également l'ensemble de la civilisation romaine, des origines au Bas Empire, et posa la question de la disparition de l'Empire romain, réagissant contre l'opinion courante de la fatalité de la fin de Rome en proclamant cette formule fameuse « La civilisation romaine n'est pas morte de sa belle mort, elle a été assassinée ». Il mit en relief les aspects religieux (triomphe du christianisme, religion internationaliste), administratifs (bureaucratie trop lourde et trop coûteuse aux yeux des Romains), militaires (refus du service militaire par les Romains), et surtout économiques (basculement du centre de gravité économique de la Méditerranée vers les vallées du Rhin et du Danube).
Il fut directeur des publications de la Carte archéologique de la Gaule romaine, des Tabula Imperii romani et du Corpus des inscriptions de la Gaule. Il publia de 1937 à 1958 dans la Revue historique des Bulletins critiques d'histoire romaine et à partir de 1929 dans Les Annales des chroniques d'économie antique. Il collabora à de très nombreuses revues parmi lesquelles Revue archéologique, Revue des Études anciennes. Il fut membre du comité de rédaction de la revue Gallia dans laquelle il publia en 1962 Les Documents cadastraux de la colonie romaine d'Orange, point de départ pour les recherches de nombreux chercheurs.
Il dirige de 1950 à 1964 la circonscription archéologique de Paris-Nord, couvrant cinq départements et fouilla lui-même à Senlis.
En collaboration avec Robert Laurent-Vibert, il participa à plusieurs fouilles archéologiques en Italie dans la région de Minturnes , de Vulturne et du Mont Massique. En Tunisie, il participa aux fouilles de la nécropole militaire de Haïdra et découvrit 150 inscriptions inédites. En France, il étudie le cadastre d'Orange à partir de 1949.

## Publications
- L'impôt de capitation sous le Bas-Empire, 1916
- Essai sur les origines de Rome, Paris, E. de Boccard éditeur, coll. « Bibliothèque des Écoles françaises d'Athènes et de Rome no 110 », 1917, 341 p. (lire en ligne)
- Recherches sur les jeux romains : notes d'archéologie et d'histoire religieuse, 1923
- La conquête romaine, 1927, revue par son auteur et rééditée en 1930, 1940, 1944 et 1967[15]
- Esquisse d'histoire romaine, 1931
- L'Empereur Constantin, 1932
- Histoire de Rome, 1939
- L'Empire chrétien, 325-395, PUF, 1973, 1re édition 1947, 512 pages,  (ISBN 2130321259)
- Les documents cadastraux de la colonie romaine d'Orange, 1962
- Ve siècle, le sac de Rome, Paris, Albin Michel, coll. « Le mémorial des siècles », 1964
- Scripta varia (3 volumes), 1973

## Distinctions

### Décoration
- Officier de la Légion d'honneur (1950)

### Récompenses
- Médaille d'argent de la Société des architectes français pour les fouilles d'Ammaedaro
- Prix Saintour pour Recherches sur les jeux romains
- Docteur honoris causa de l'université de Gand (5 octobre 1953)[16]